# Marathon Oil

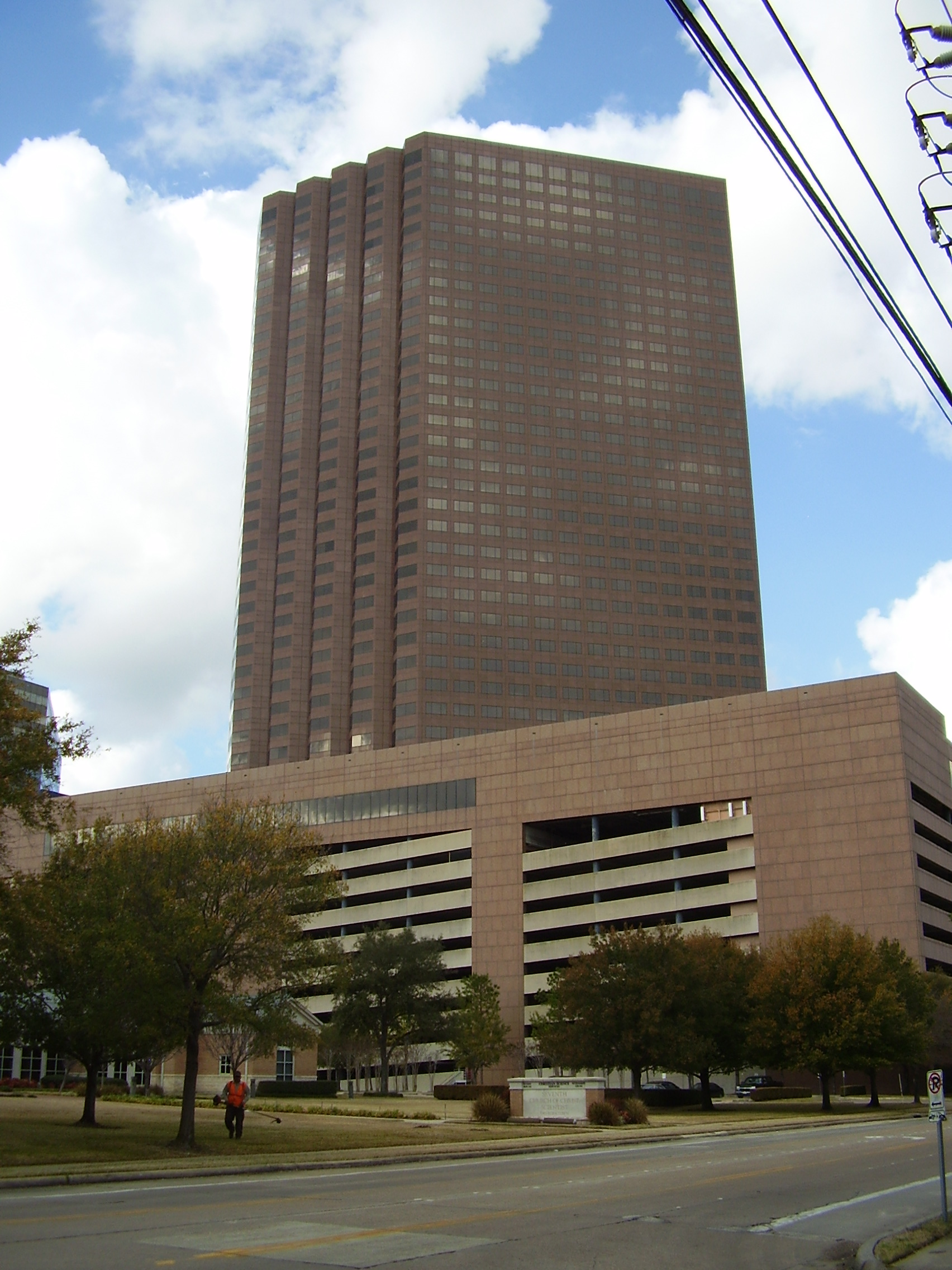
Marathon Oil Tower, sede central de Marathon Oil

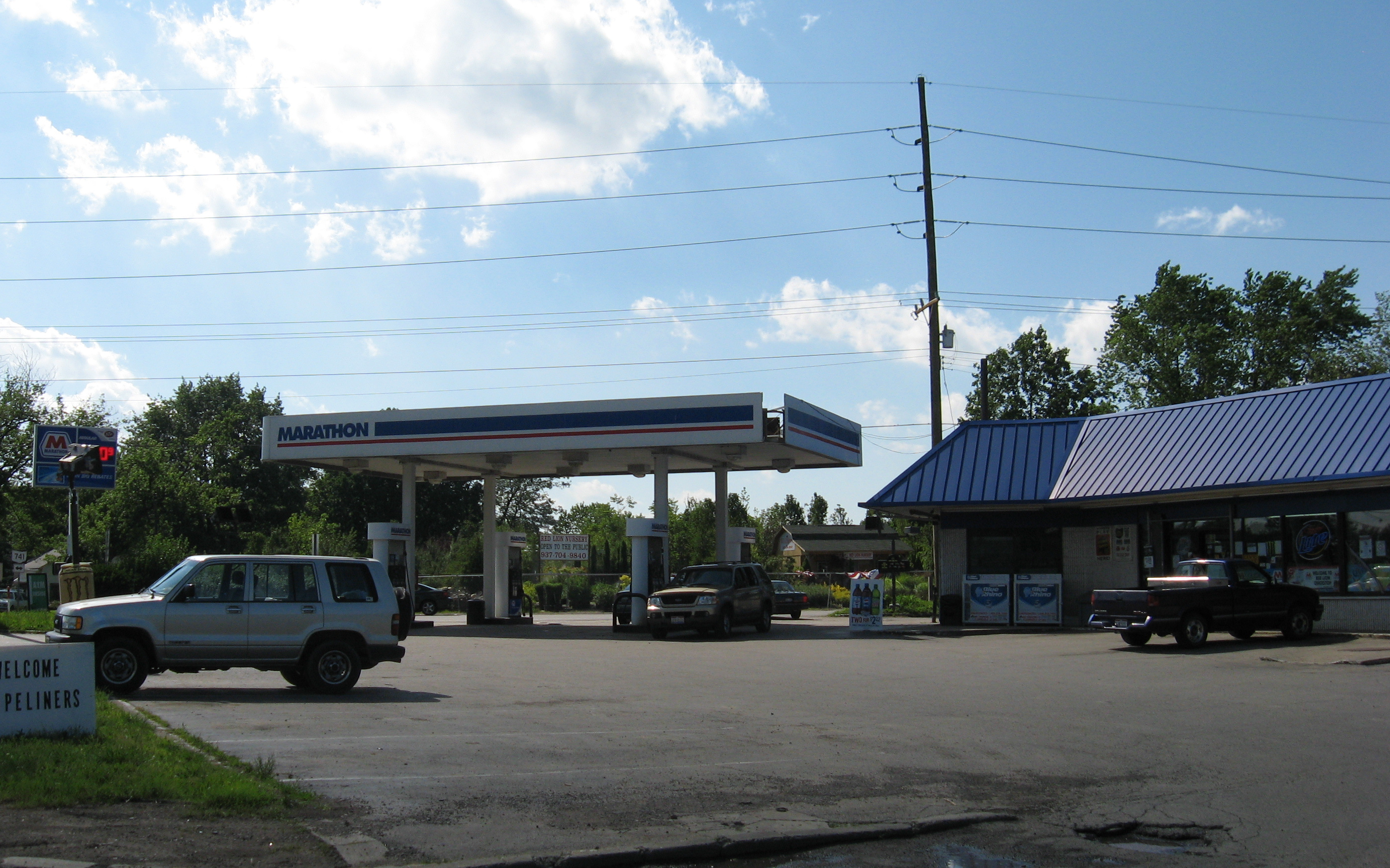
Gasolinera de Marathon en Red Lion, Ohio.

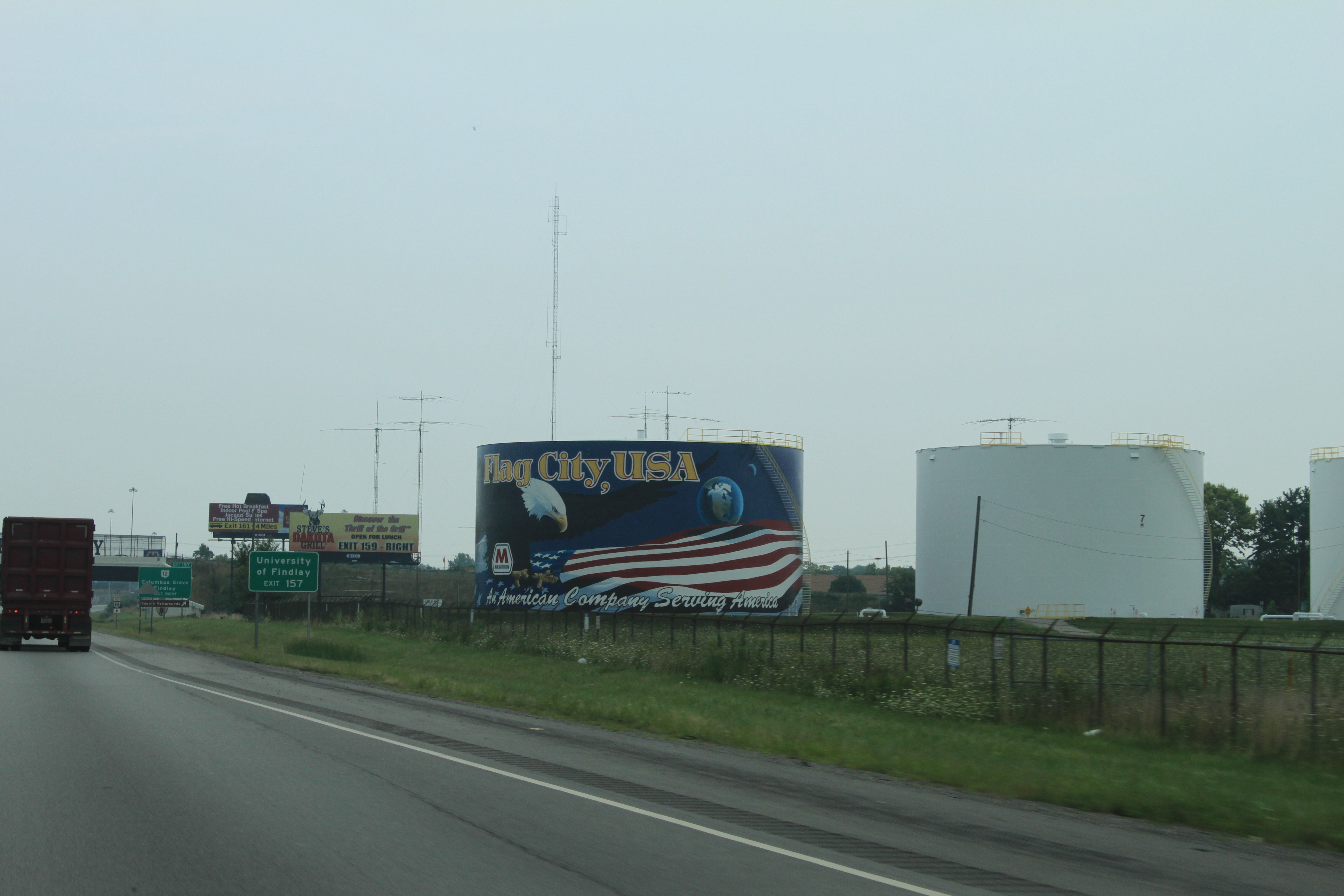
Tanques de almacenamiento de Marathon, Findlay, Ohio

Marathon Oil Corporation, (NYSE: MRO) es una compañía de exploración y extracción de petróleo y gas natural con sede en Estados Unidos. Sus principales escenarios de exploración se encuentran en los Estados Unidos, Noruega, Guinea Ecuatorial, Angola y Canadá. Las principales actividades de desarrollo se encuentran en Estados Unidos, el Reino Unido, Noruega, Guinea Ecuatorial, y Gabón. Además, Marathon lleva otros negocios en el mercado y transportar su propio gas natural y de terceros, el petróleo crudo y productos fabricados a partir de gas natural, tales como gas natural licuado y metanol, principalmente en los Estados Unidos, Europa y África occidental. Las oficinas centrales están en la Marathon Oil Tower en la ciudad de Houston, Texas.

## Historia
Marathon comenzó como la Ohio Oil Company en 1887. En 1889, fue comprada por la Standard Oil de John D. Rockefeller. Se mantuvo como parte de la Standard Oil hasta que el "trust" se rompió en 1911. En 1930, The New York compró la Transcontinental Oil Company, dándole el nombre de marca "Marathon". En 1962, la compañía cambió su nombre por el de "Marathon Oil Company" por su marca principal. Mobil quiso comprar la compañía en 1981. Los residentes de Findlay (Ohio), ciudad hogar de la corporación, estaban preocupados de que los puestos de trabajo en Findlay se perdiesen, por lo que Marathon buscó un Caballero Blanco. Encontraron uno en 1982, cuando United States Steel compró la compañía.  La sede se trasladó a Houston en 1990, pero la compañía mantiene actividades aguas abajo en Findlay. En 2001, USX, la sociedad holding propietaria de United States Steel y Marathon, escindió el negocio del acero y en 2002 cambió su denominación por USX Marathon Oil Corporation.  
En 1998, Marathon y Ashland, Inc., formaron Marathon Ashland Petroleum LLC para refinar, comercializar y transportar productos de crudo, principalmente en el Medio Oeste, la parte superior de las Grandes Planicies y el sureste de Estados Unidos. Maratón ahora posee el 100% de la empresa con la compra de la cuota de Ashland el 30 de junio de 2005.
En 2003, Marathon vendió sus operaciones canadienses a Husky Energy con sede en Calgary, que es propiedad en parte del billonario de Hong Kong Li Ka Shing  En ese mismo año, vendió sus intereses en el gigante Yates Oil Field, una de las más productivas en los Estados Unidos, a Kinder Morgan.
A finales de 2003, Marathon Oil y sus socios (Noble Energy, AMPCO) iniciaron el Bioko Island Malaria Control Project (BIMCP) en Guinea Ecuatorial. Donde sus actividades de control de la malaria incluyen rociamiento de interiores, la mejora del diagnóstico y manejo de casos, y creación de capacidad para contener los brotes futuros. A finales de 2005, BIMCP había demostrado su éxito en la reducción de la transmisión del paludismo, la reducción de la proporción de niños con parásitos de la malaria, y mejorar el estado del hierro en sangre. BIMCP se percibe como un modelo asequible de la participación de las empresas en un esfuerzo humanitario con el gobierno, sin fines de lucro y organizaciones académicas para reducir la carga de la malaria en los países situados en África Ecuatorial. El presidente de Guinea Ecuatorial, Obiang Nguema, es uno de los peores dictadores del mundo (Parade Magazine).  Los esfuerzos humanitarios de Marathon en haber mitigado algunas de las críticas derivadas de sus relaciones con el régimen de Nguema.
En 2006, Marathon comenzó a usar aditivos de marca STP en su gasolina, probablemente para competir con el popular aditivo Techron de Chevron.
Marathon mantiene refinerías en Robinson, Illinois; Canton, Ohio; Detroit, Míchigan; Garyville, Luisiana; Catlettsburg, Kentucky; y Texas City, Texas. La refinería de St. Paul Park, Minnesota, fue vendida recientemente ya que el Garyville Major Expansion Project ha hecho de esta refinería obsoleta.
El 29 de julio de 2010, The Pantry, Inc., operador de las tiendas Kangaroo Express y la principal cadena en funcionar de forma independiente de tiendas de conveniencia en el sureste de los Estados Unidos, anunció un acuerdo de suministro de combustible con Marathon Petroleum Company LLC, las operaciones de refinado, comercialización y transporte de Marathon Oil Corporation (NYSE:MRO). 
Bajo los términos del acuerdo, Marathon suministrará combustible a más de 600 lugares, con una relación conjunta de marca en aproximadamente 285 de estos sitios. El almacén de combustible y estación de servicio de re-branding se introdujo inicialmente en Charlotte (Carolina del Norte). Durante el resto de 2010, todas las conversiones de marca conjunta se realizaron a través de una región de comercialización de siete estados sudorientales.
El 13 de enero de 2011, Marathon avanzó con sus planes de escindir su negocio. Marathon Petroleum Corp. (MPC) tendrá su sede en Findlay, Ohio, y será una refinería de primer nivel. Marathon Oil Corp. (MRO) será una empresa global con sede en Houston, Texas. El spin-off se espera que sea libre de impuestos y pase a ser efectiva el 30 de junio de 2011.

## Impacto Ambiental
El "Political Economy Research Institute" califica a Marathon Oil como 96ª entre las empresas que emiten contaminantes atmosféricos en los Estados Unidos. La clasificación se basa en la cantidad (1'5 millones de libras en 2005) y toxicidad de las emisiones.

En noviembre de 2006, la Agencia de Protección Ambiental de EE.UU. publicó la lista de violaciones de la normativa sobre PCB de Marathon Oil por un total de 38.000 dólares.